# Кушевац (Ђаково)
Кушевац је насељено место у саставу града Ђакова у Осјечко-барањској жупанији, Република Хрватска.

## Историја
До територијалне реорганизације у Хрватској налазио се у саставу старе општине Ђаково.

## Становништво
На попису становништва 2011. године, Кушевац је имао 1.028 становника.

## Попис1991.
На попису становништва 1991. године, насељено место Кушевац је имало 925 становника, следећег националног састава:
| Попис 1991.‍  | Попис 1991.‍  | Попис 1991.‍ | Попис 1991.‍ | Попис 1991.‍ |
| ------------ | ------------ | ----------- | ----------- | ----------- |
|              |              |             |             |             |
| Хрвати       | Хрвати       |             | 910         | 98,37%      |
| Срби         | Срби         |             | 4           | 0,43%       |
| Словаци      | Словаци      |             | 3           | 0,32%       |
| Мађари       | Мађари       |             | 2           | 0,21%       |
| Немци        | Немци        |             | 2           | 0,21%       |
| Југословени  | Југословени  |             | 1           | 0,10%       |
| Словенци     | Словенци     |             | 1           | 0,10%       |
| Чеси         | Чеси         |             | 1           | 0,10%       |
| регион. опр. | регион. опр. |             | 1           | 0,10%       |
| укупно: 925  |              |             |             |             |